# 藤本孝一
藤本 孝一（ふじもと こういち、1945年 - ）は、日本の古文書学者。

## 経歴
東京都に生まれる。法政大学大学院人文学科研究科日本史学専攻博士課程単位取得中退。2010年「中世史料学叢論」で龍谷大学・博士（文学）。文化庁美術学芸課主任文化財調査官。大阪青山大学客員教授、龍谷大学文学部客員教授を務め、冷泉家時雨亭文庫調査主任、真言宗大本山随心院顧問（文化財）。

## 著書
- 『中世史料学叢論』思文閣出版, 2009
- 『本を千年つたえる 冷泉家蔵書の文化史』朝日選書 2010
- 『国宝『明月記』と藤原定家の世界』日記で読む日本史 臨川書店, 2016

### 監修・編
- 『冷泉家 王朝の和歌守展』監修, 冷泉家時雨亭文庫,朝日新聞社冷泉家時雨亭叢書刊行委員会事務局編. 朝日新聞出版, 2009
- 『定家本源氏物語 行幸・早蕨』編・解題. 八木書店古書出版部, 2018